# Bernard Griffin
Pour les articles homonymes, voir Griffin.
Bernard William Griffin (né le 21 février 1899 à Birmingham en Angleterre, et mort le 20 août 1956 à Polzeath Bay, Cornouailles) est un cardinal anglais de l'Église catholique du XXe siècle, créé par le pape Pie XII.

## Biographie
Griffin étudie à Birmingham et à Rome. Il fait du travail pastoral à  Coleshill et est secrétaire des archevêques de  Birmingham de 1927 à 1943 et chancelier et vicaire général de l'archidiocèse de Birmingham. Il est élu évêque titulaire d'Appia (de)  et évêque auxiliaire de Birmingham en 1938.  En 1943 il est promu à l'archidiocèse de Westminster.
Le pape Pie XII le crée cardinal lors du consistoire du 18 février 1946.